# SN 2011fe
SN 2011fe, початково ідентифікована як  PTF 11kly, є зорею, що 22—23 серпня 2011 року вибухнула як наднова типу Ia у галактиці М101, яка розташована приблизно на відстані 21 мільйона світлових років від Землі. Явище наднової було зареєстроване 24 серпня 2011 р. в результаті аналізу даних паломарського (PTF) автоматичного огляду неба.  У цей час наднова SN 2011fe перебувала майже на початку процесу вибуху й на 2011 рік була чи не єдиною надновою типу Ia, вибух якої вдалося зареєструвати на такій ранній стадії.

## Відкриття
Паломарська фабрика швидкоплинних процесів (англ. Palomar Transient Factory) (PTF) виконує за допомогою автоматизованих телескопів огляд нічного неба з метою зареєструвати будь-які змінні й швидкоплинні процеси на зоряному небі. Отримана телескопами інформація в автоматичному режимі передається до Національного наукового комп'ютерного центру для енергетичних досліджень (англ. National Energy Research Scientific Computing Center) (NERSC) в Лабораторії Берклі, де вона аналізується на предмет виявлення та ідентифікації нових швидкоплинних явищ. Після реєстрації події вибуху наднової SN 2011fe були задіяні телескопи обсерваторії Роке-де-лос-Мучачос (Ла-Пальма, Іспанія) щоб оцінити характер емісійного спектра наднової в різних стадіях перетікання вибуху. Потім до спостережень долучилися космічний телескоп Хаббла, Лікська обсерваторія Каліфорнії та телескопи Кек I та II, що на Гаваях, щоб вивчати цю унікальну подію у всеможливих деталях.
На момент відкриття наднової SN 2011fe її яскравість була ще порівняно слабкою, але швидко зростала з часом. Свого максимуму блиску наднова досягнула десь близько 10 вересня 2011 р. й її видима зоряна величина становила  V= 10. Приймаючи до уваги, що наднові типу Ia в максимумі блиску загалом мають абсолютну зоряну величину в Mv= –19, то її світність перевищувала сонячну у 2,5 мільярда разів.
25 серпня 2011 р. радіотелескоп EVLA не зареєстрував радіовипромінювання від цієї наднової. Загалом наднові типу Ia показують наявність емісії в радіодіапазоні й у цьому сенсі відсутність радіоемісії у SN 2011fe є досить цікавим фактом.